# Haruka Ueda
Haruka Ueda (née le 27 avril 1988 à Tokyo) est une nageuse japonaise spécialiste de nage libre. 

## Carrière
Aux Jeux olympiques en 2012 à Londres, elle est éliminée en demi-finales du 100 m nage libre avec le seizième temps, puis obtient la médaille de bronze lors du 4 × 100 m quatre nages. Détenant les records du Japon du 100 (54 s 00) et du 200 mètres nage libre (1 min 57 s 37), elle met fin à sa carrière en fin d'année 2013.

## Palmarès

### Jeux olympiques
- Jeux olympiques de 2012
  -  Médaille de bronze au relais 4 × 100 m quatre nages

### Championnats pan-pacifiques
- Championnats pan-pacifiques 2010 à Irvine
  -  Médaille de bronze au relais 4 × 100 m quatre nages